# Алапин, Генрих Яковлевич
Генрих (Элхо́нон) Яковлевич Алапин (7 [19] июня 1896, Свислочь, Гродненская губерния — 24 апреля 1968, Харьков ) — советский учёный, уролог, доктор медицинских наук (1938), профессор (1940).

## Биография
Окончил Харьковский медицинский институт (1923). Работал ординатором урологического отделения 2-й клинической больницы Харькова. Ассистент (1927—1935), доцент (1935—1940), профессор (1940—1949), заведующий (1949—1968) кафедры урологии Украинского института усовершенствования врачей.
Во время Великой Отечественной войны — начальник урологических отделений эвакогоспиталей 1026, 124, 1740 и других. За работу в госпиталях получил личную благодарность Наркома здравоохранения РСФСР А. Ф. Третьякова.
Создал в Харькове лабораторию «Искусственная почка». Был членом правления Всесоюзного общества урологов, Украинского общества урологов, председателем секции урологов Харьковского медицинското общества (1953—1968), членом редакционного совета журнала «Урология».

## Научные работы
- «Туберкулез почек». Х., 1934;
- «К патогенезу нарушений азотистого обмена в тканях почки и печени при экспериментальном токсическом нефрите». Москва, 1940.
- «Организация работы в цистоскопической и краткая методика урологических исследований» рук. для врачей и студентов, 1959